# سایه‌نما

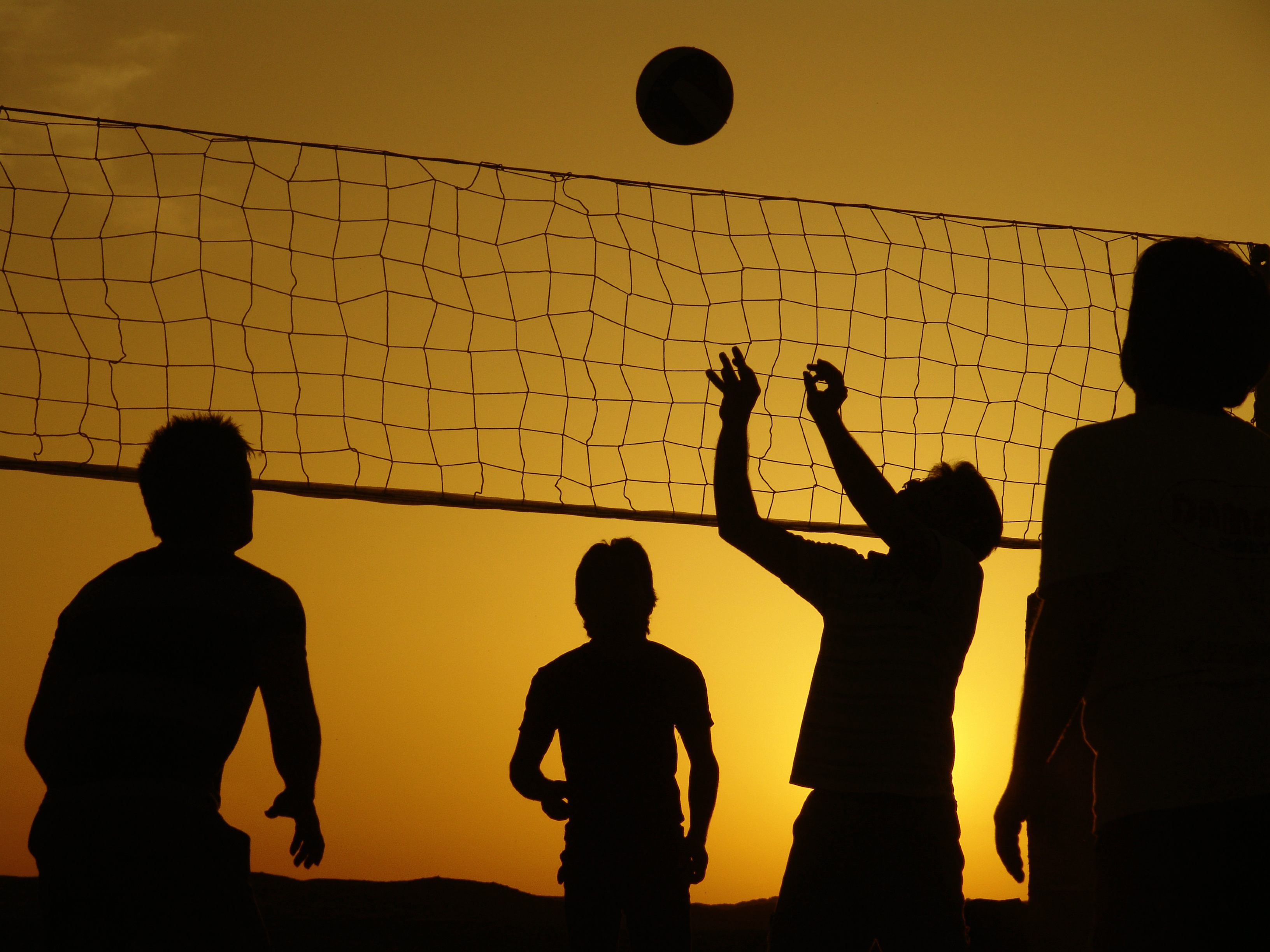
یک عکس سایه‌نما از بازی والیبال

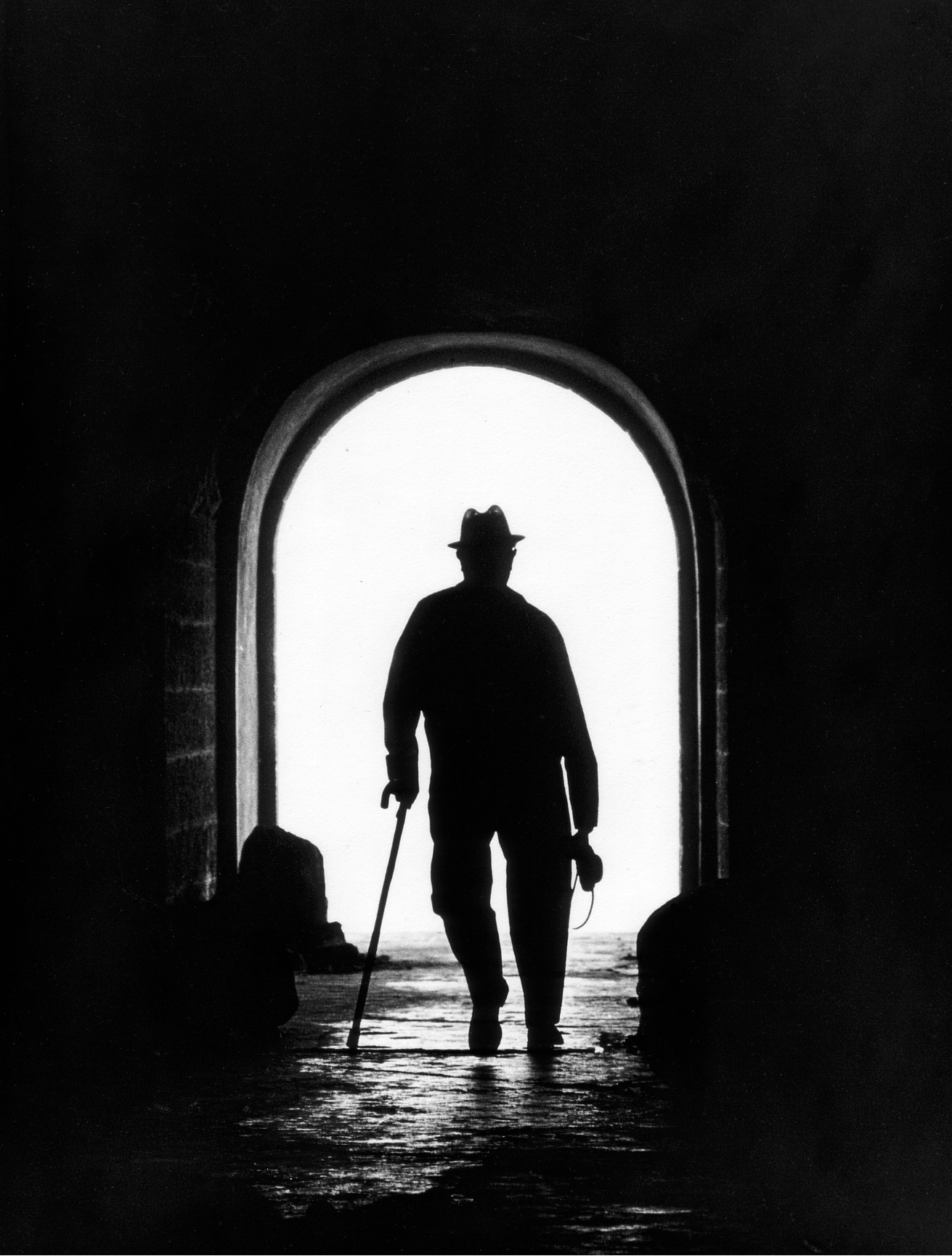
یک عکس سایه‌نما

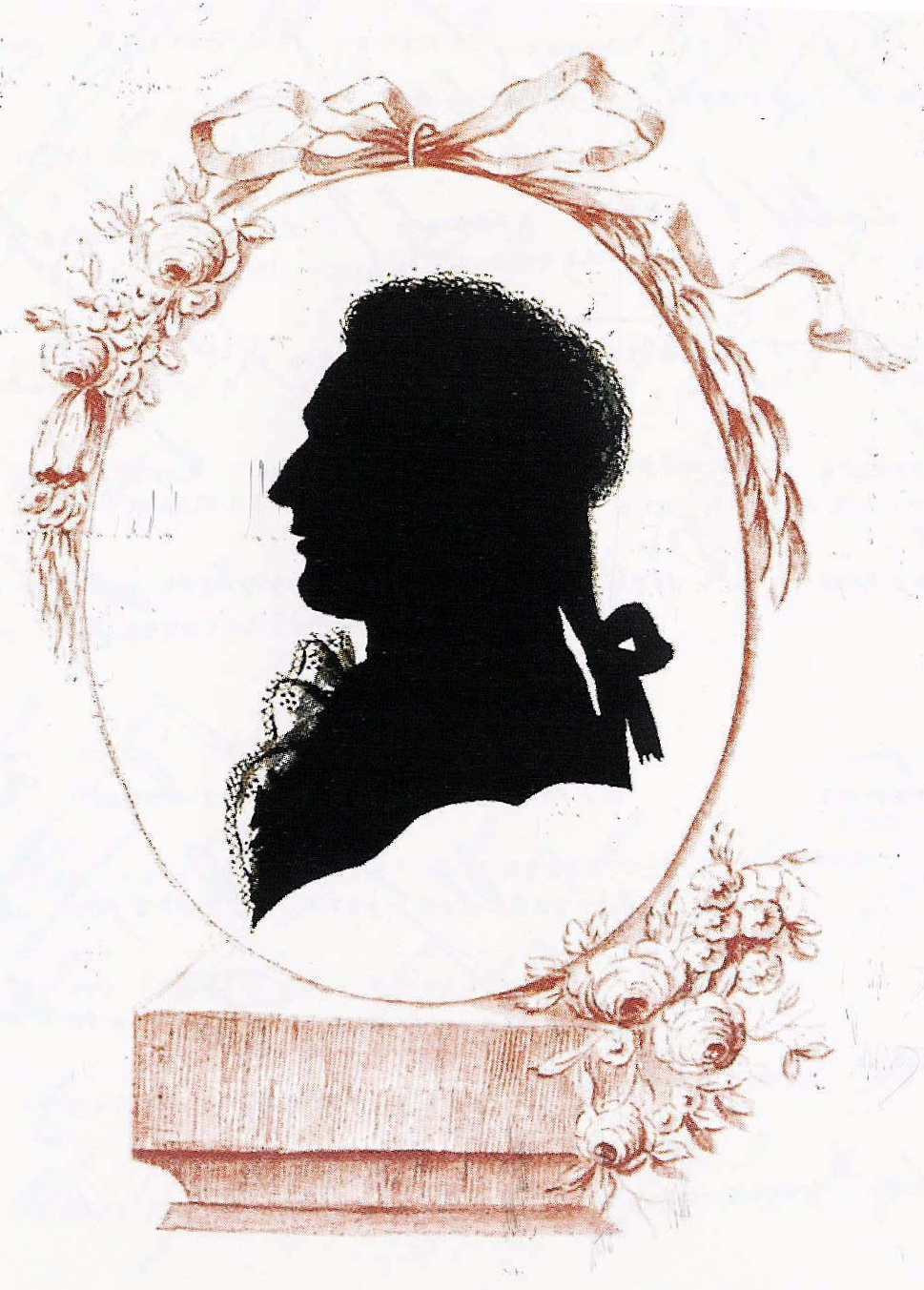
یک نقاشی سایه‌نما از اواخر قرن ۱۸

سایه‌نما یا سایه‌رخ یا پَرهیب یا سیلوئت (به فرانسوی: Silhouette) که ضد نور هم گفته می‌شود، یک تکنیک در عکاسی و نقاشی است که در آن، منبع نور در پشت سوژه قرار دارد و در قوی‌ترین حالت به دلیل تندی نور، سایه‌ای از سوژه بر روی عکس ایجاد می‌شود. زیباترین حالت زمانی پیش می‌آید که خورشید در حال طلوع یا غروب است و پس‌زمینه به رنگ نارنجی یا زرد مشخص می‌شود.
در عکاسی سایه‌نما به دلیل استفاده از شدت نور پس زمینه، سوژه‌ها در شکل محیطی خود و در تضاد یا کنتراست با نور دیده می‌شوند و همین امر باعث تأکید بر فرم و شکل کلی سوژه می‌شود. به هر میزان که نور از سوژه عبور کند باعث ایجاد درجات یا تونالیته از دمای رنگ تصویر شده و با جذب هر چه بیشتر نور توسط سوژه رنگ آن به سیاه متمایل خواهد شد.
در گرافیک نیز به تصاویر مسطح اجسام که از هیچ بافت و خطی تشکیل نشده‌است و شی را فقط به‌وسیله خطوط محیطی آن می‌توان تشخیص داد سایه‌نما یا نیمرخ می‌گویند.
عکاسی سایه‌نما یکی از روش‌های انتقال اندوه، احساس و حالت‌های عاطفی به بیننده‌است. ممکن است بیننده با دیدن این نوع عکس‌ها به درک درست و واضحی از سوژه نرسد، اما بخش تیره و سیاه تصویر باعث شکل‌گیری قدرت تخیل بیننده می‌شود.
مهم‌ترین نکته در عکاسی سایه‌نما قرار دادن سوژه در مقابل یک منبع نور عظیم و تنظیم میزان نوردهی دوربین بر اساس روشن‌ترین بخش تصویر (پس زمینه) است. میزان نوردهی دوربین باید بر اساس روشن‌ترین بخش پس زمینه و نه سوژه تنظیم شده باشد. با رعایت این اصل اولیه، سوژهٔ موردنظر به دلیل نبود نور کافی حتی اگر به‌طور کامل سیاه نشود بسیار تیره یا به اصطلاح آندر اکسپوزد (under exposed) –حداقل نوردهی- خواهد شد.

## نگارخانه

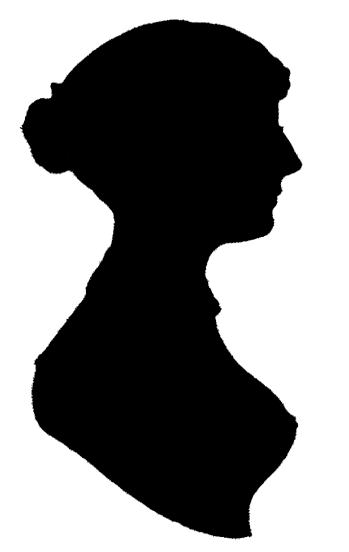
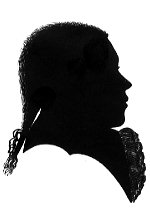
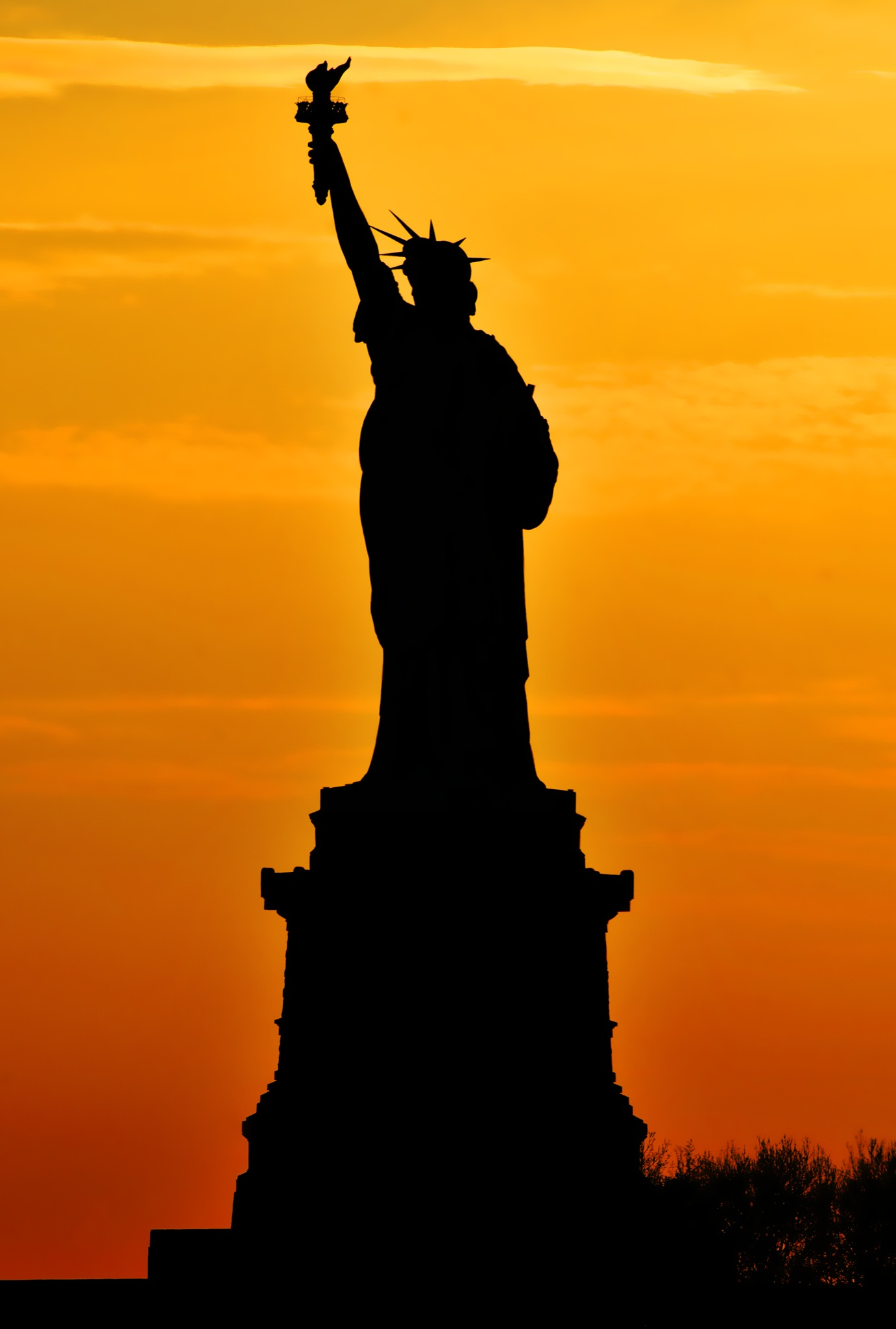
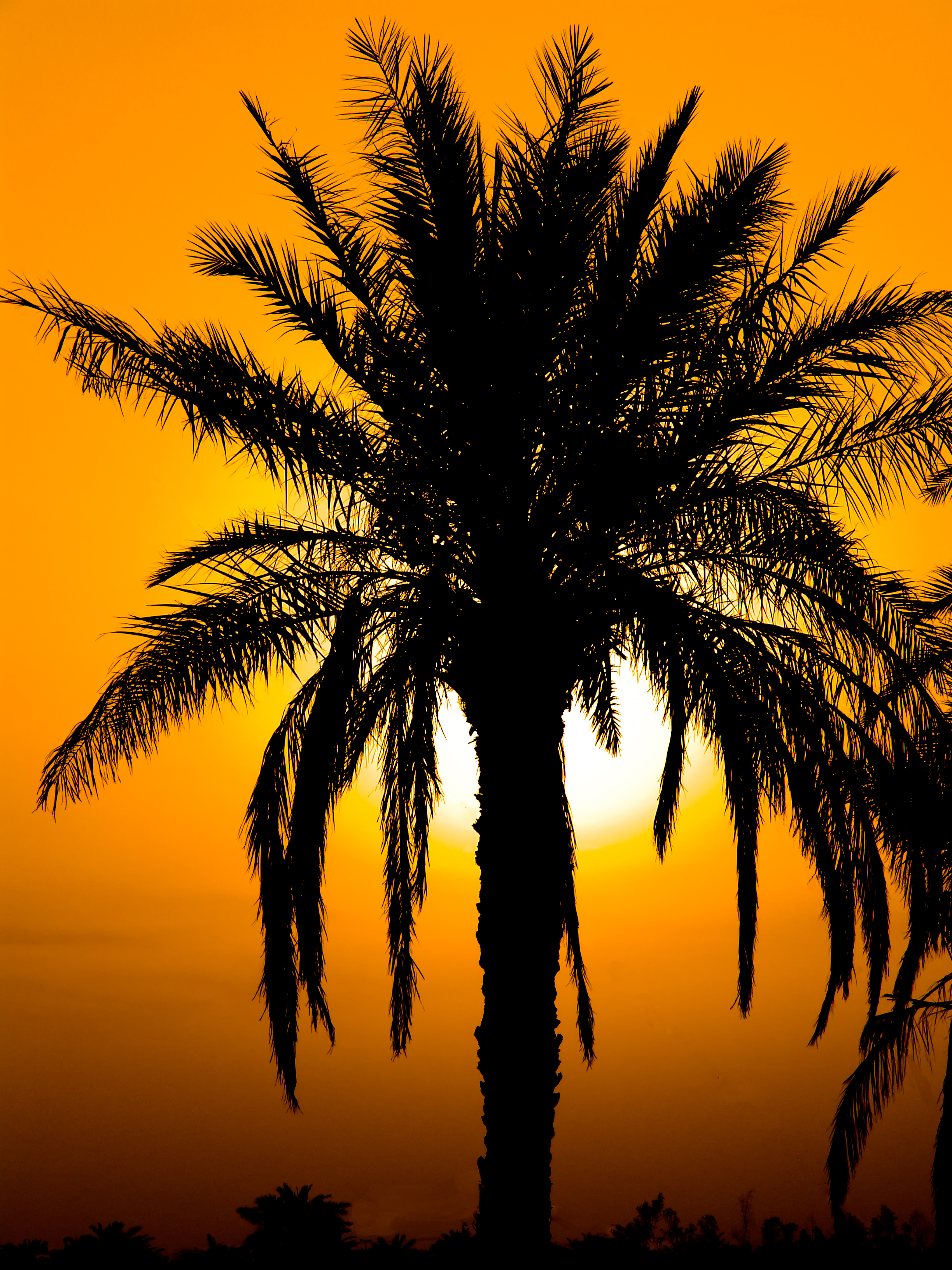
یک درخت نخل در جزیرهٔ مینو
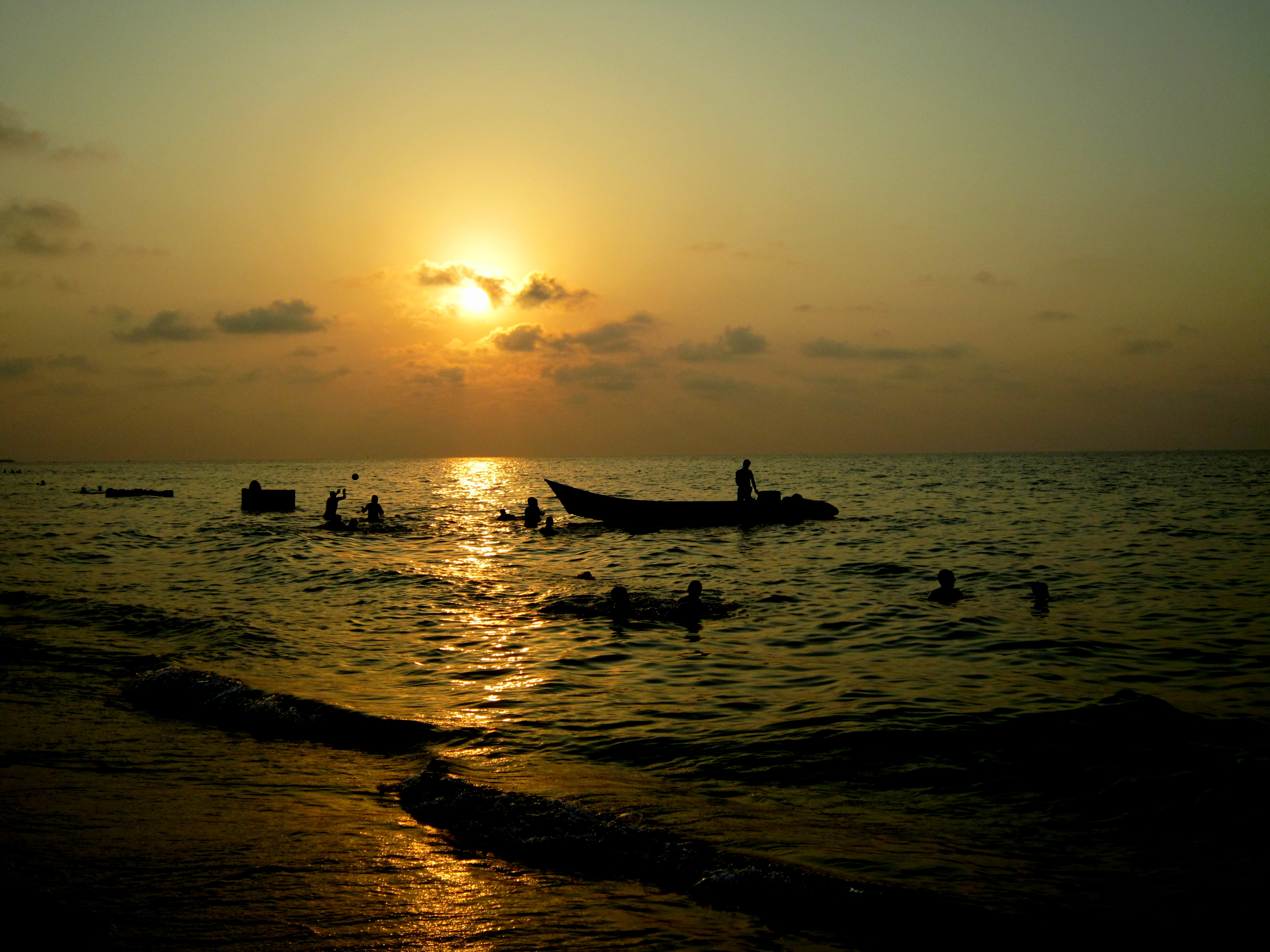
ضدنور در غروب آفتاب واقع در ساحل دریای خزر در بابلسر
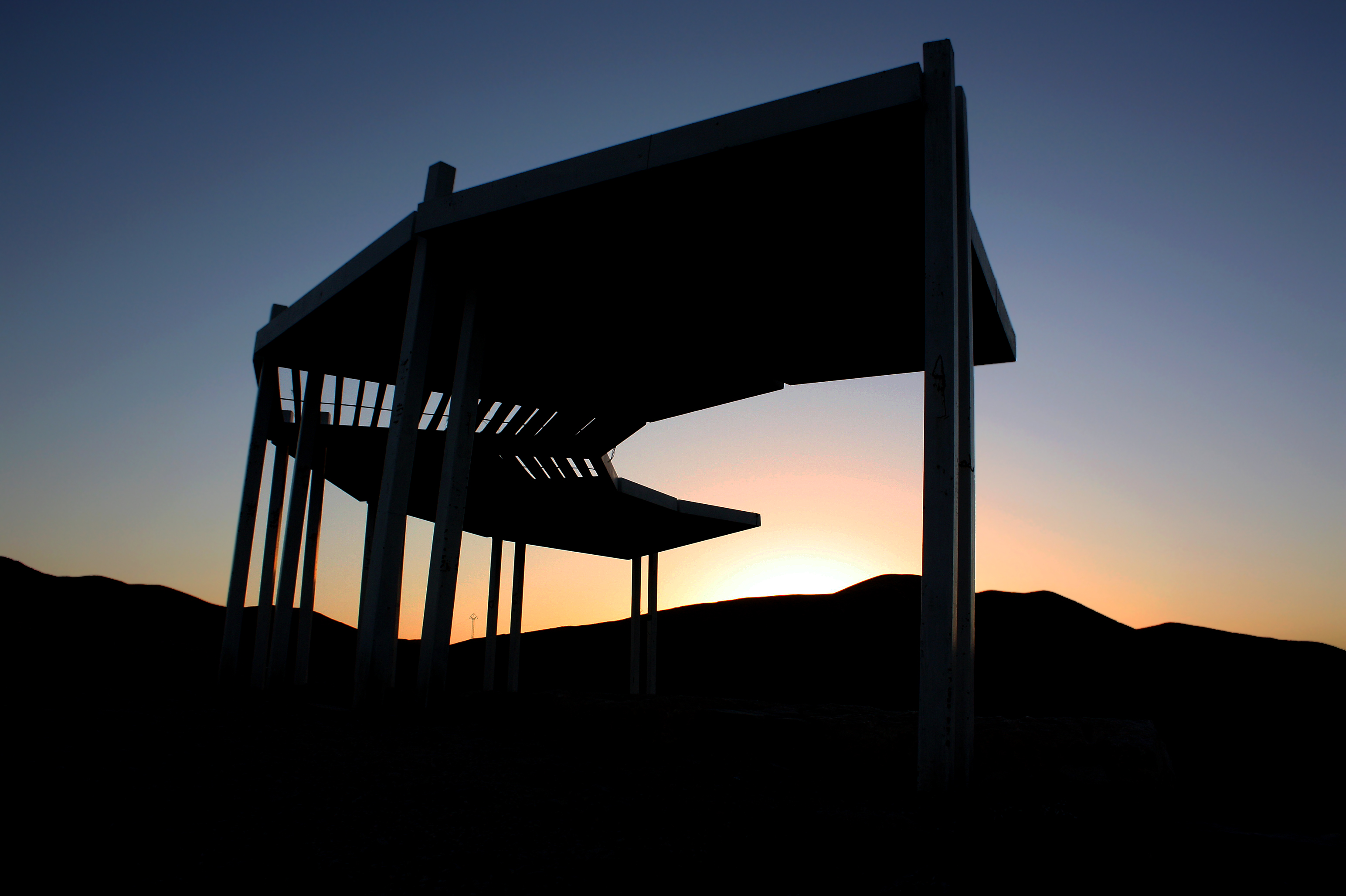
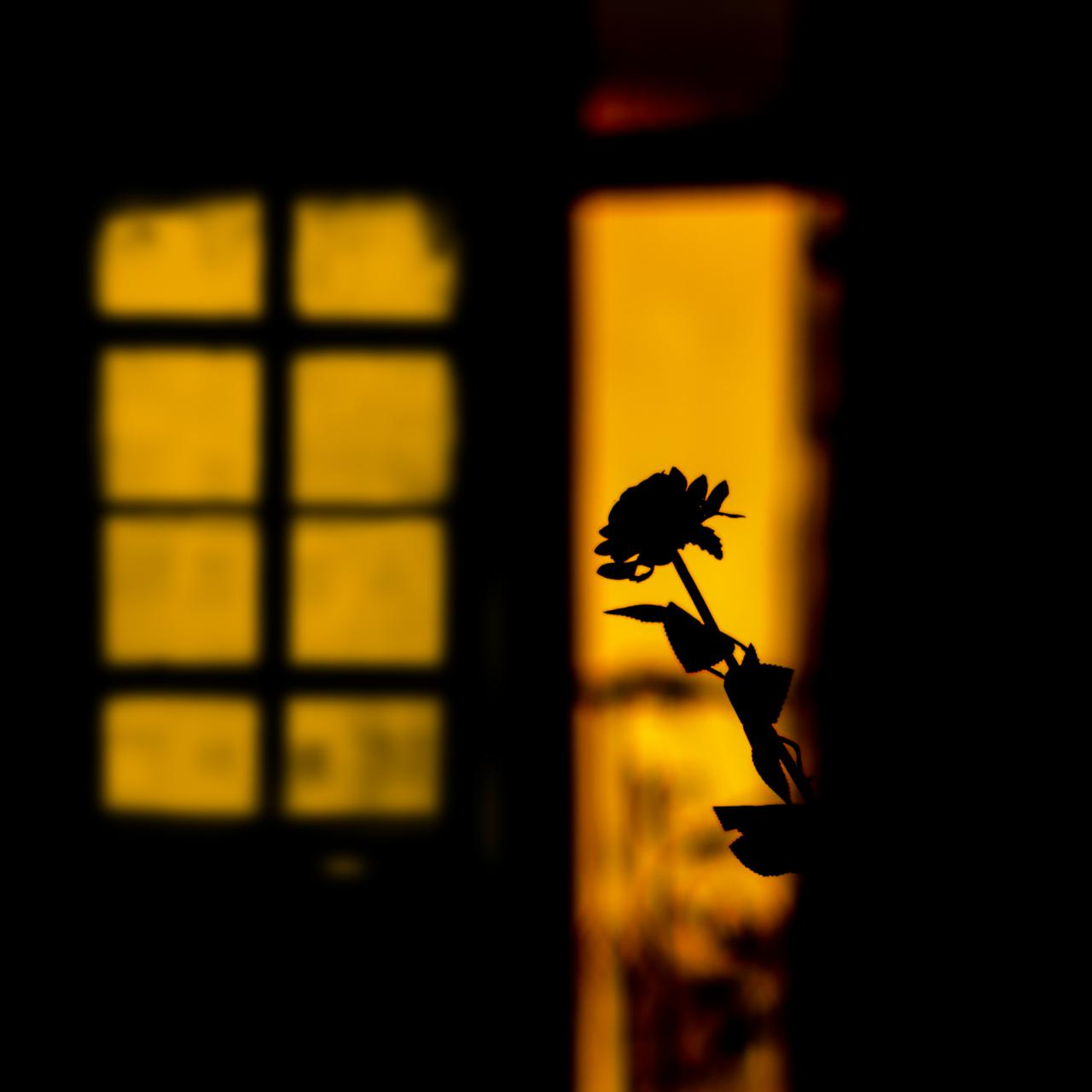
یک عکس سیلوئت از یک گل و پنجرهٔ پشت آن
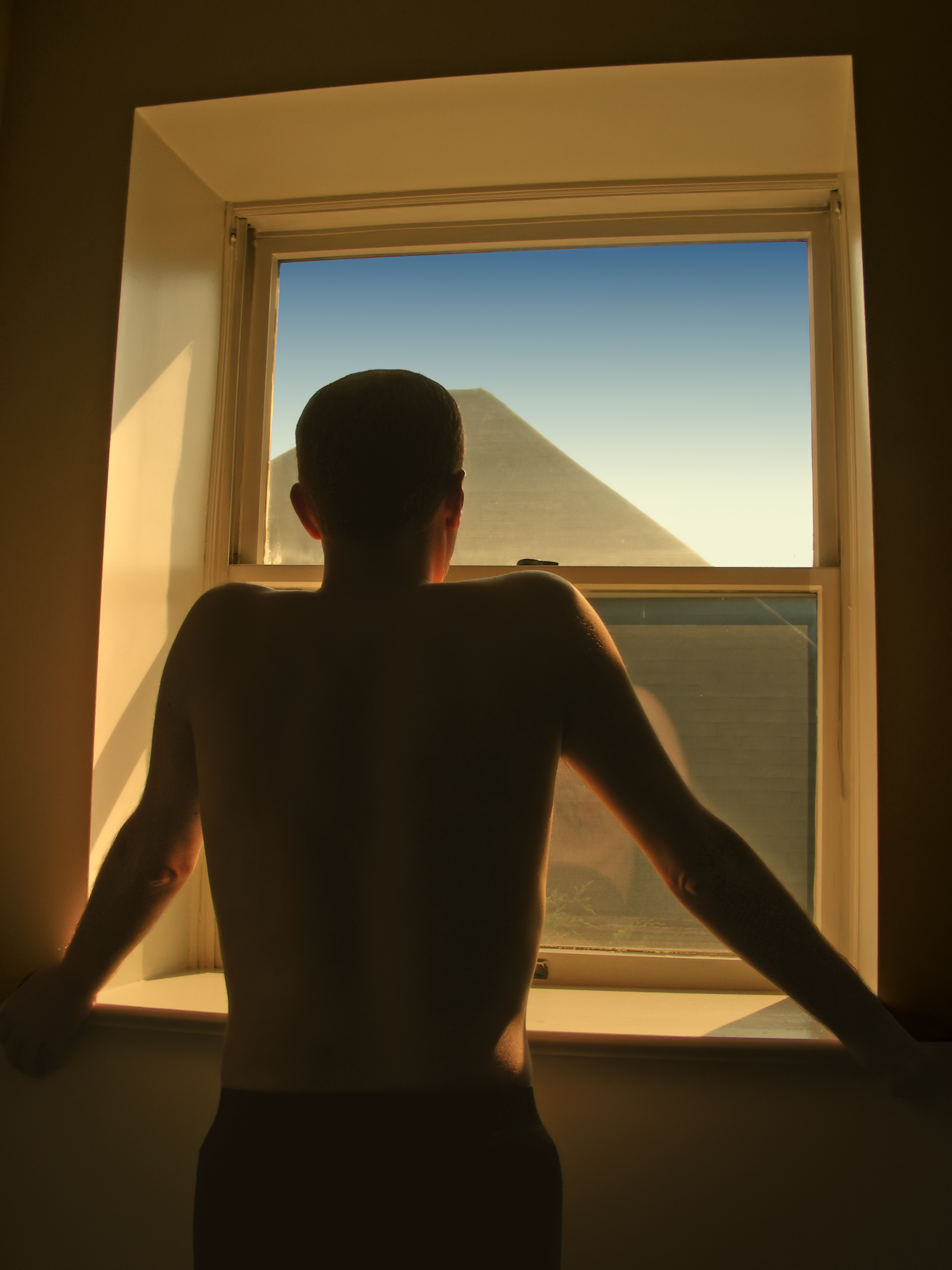
اندیشناکی
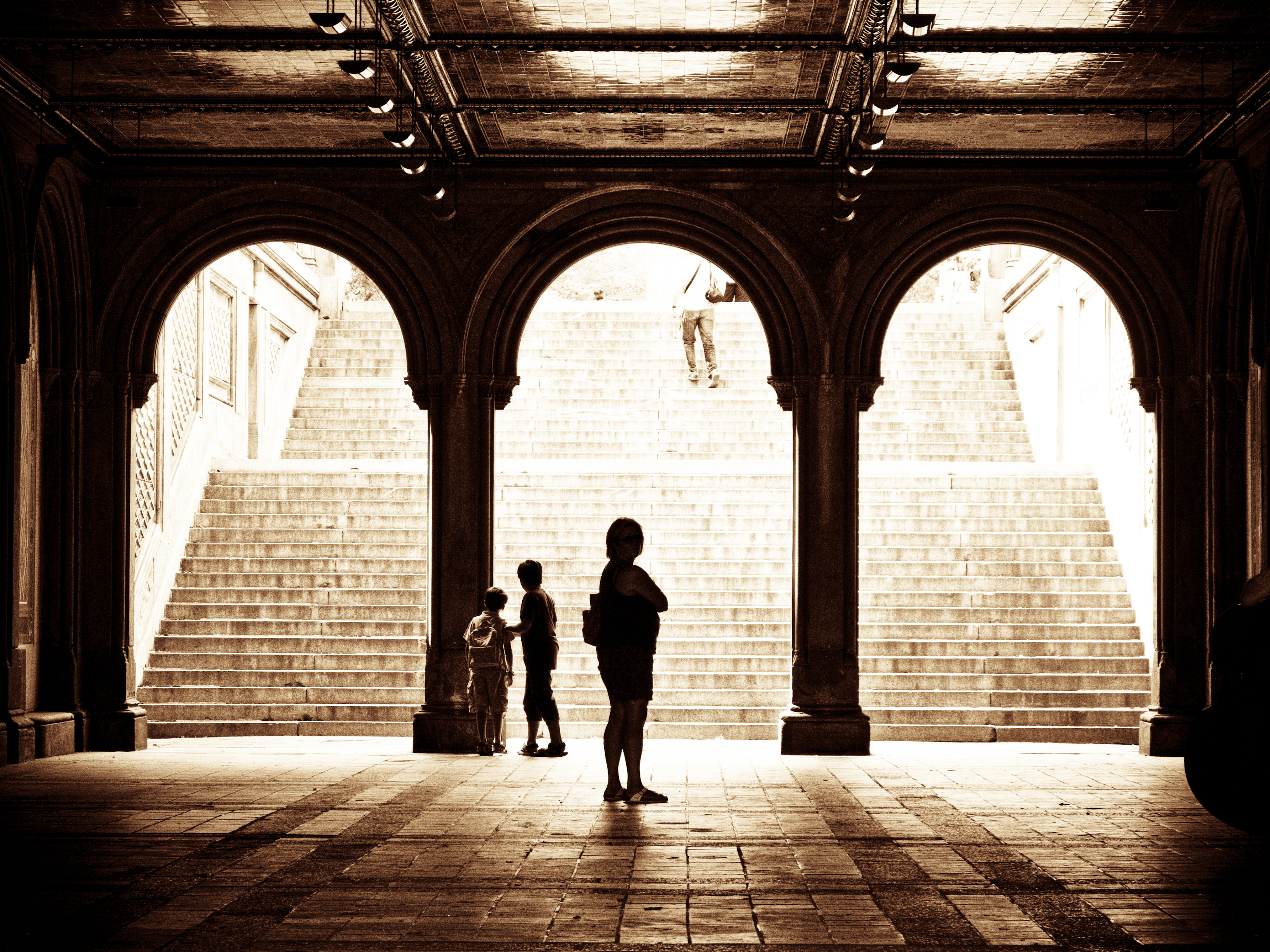
زیر تراس بتسدا
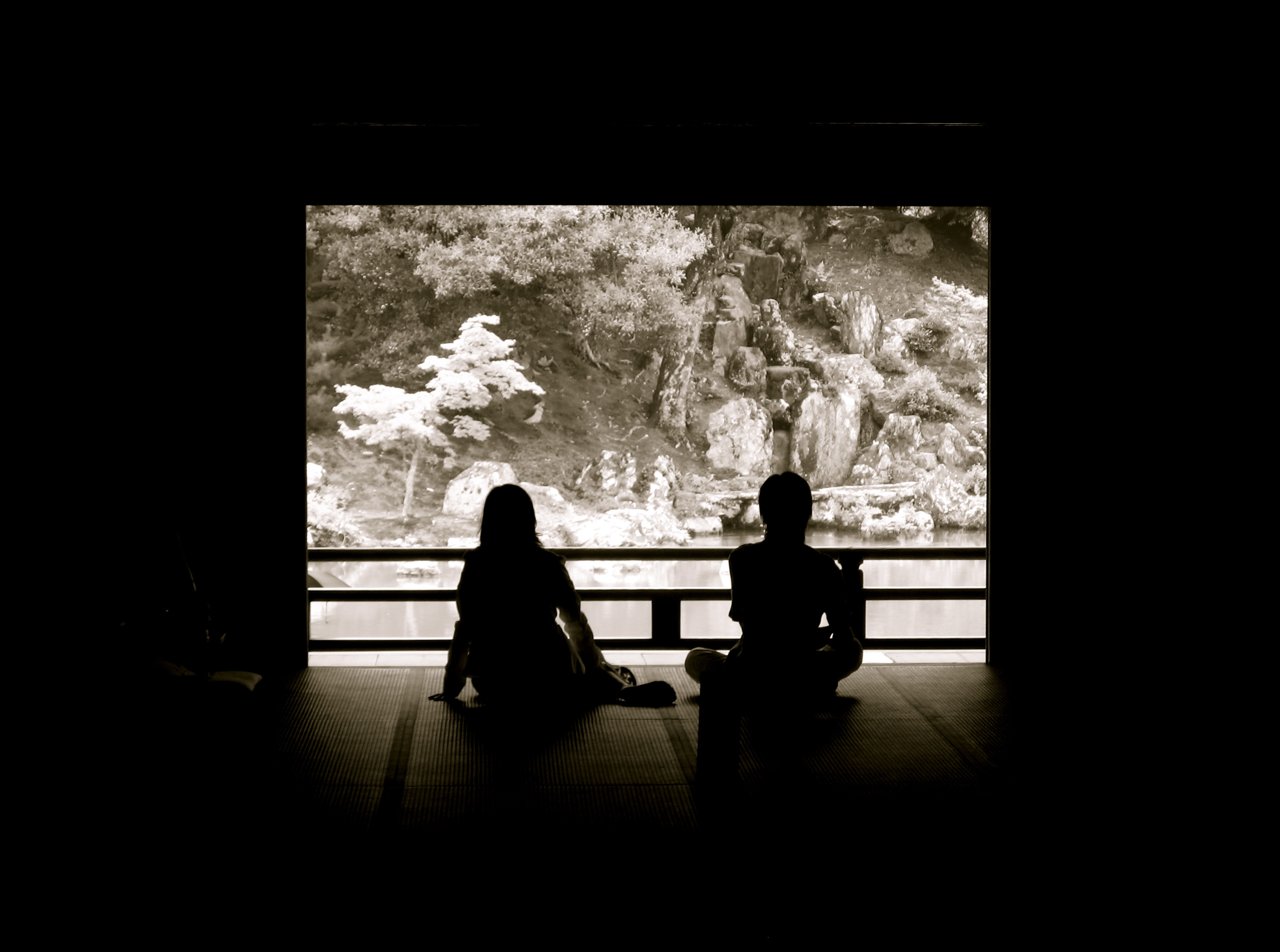
آرامش در معبد ژاپن
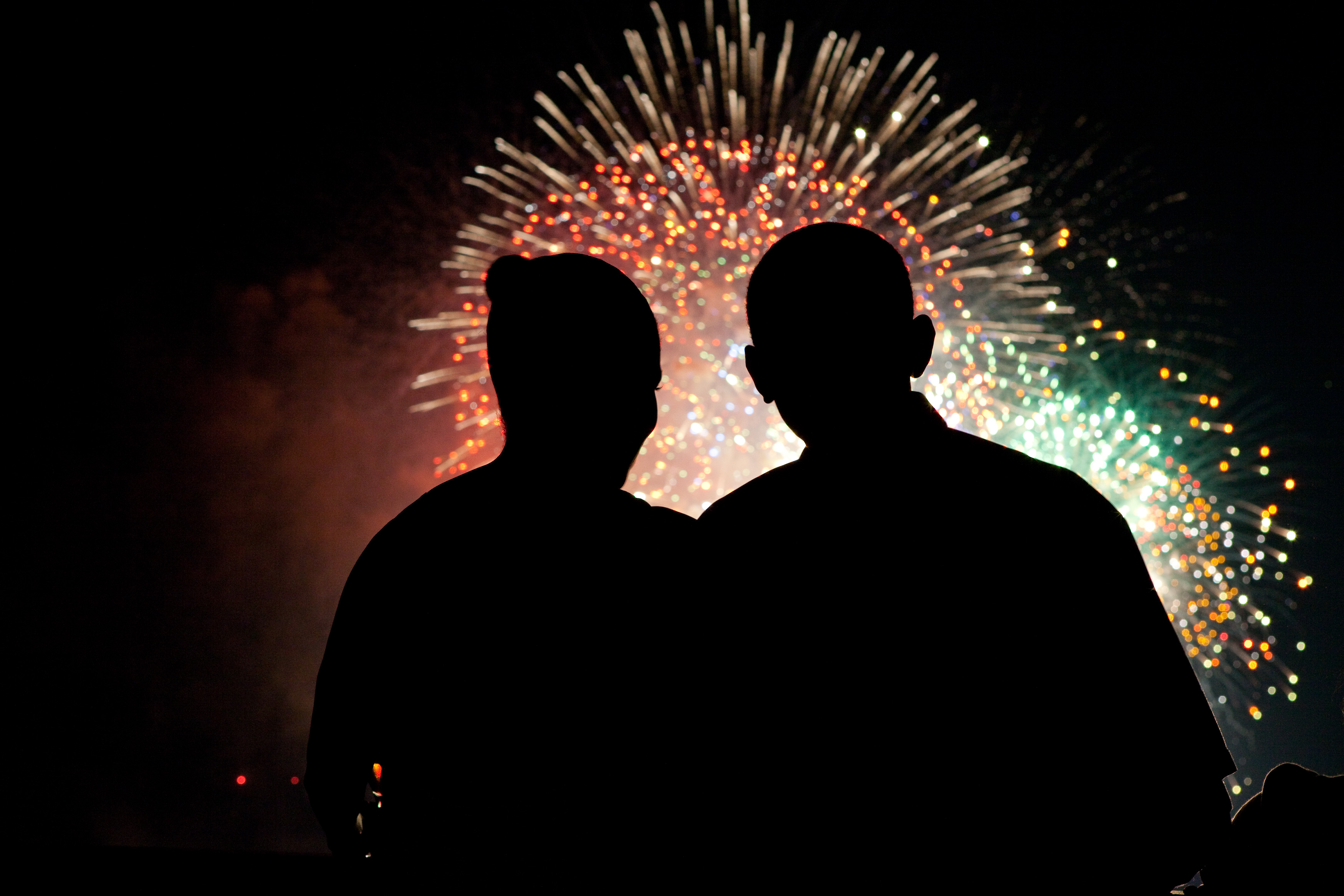
باراک و میشل اوباما در حال تماشای آتش بازی